# Nurinisso Majmudova
Nurinisso Majmudova (en ruso: Нуриниссо Махмудова; 27 de agosto de 2000) es una deportista rusa que compite en tiro con arco, en la modalidad de arco recurvo. Ganó una medalla de oro en el Campeonato Europeo de Tiro con Arco en Sala de 2025, en la prueba individual.

## Palmarés internacional
| Campeonato Europeo en Sala | Campeonato Europeo en Sala | Campeonato Europeo en Sala | Campeonato Europeo en Sala |
| Año                        | Lugar                      | Medalla                    | Prueba                     |
| -------------------------- | -------------------------- | -------------------------- | -------------------------- |
| 2025                       | Samsun (Turquía)           | Medalla de oro             | Individual                 |